# Відкат (роман)
Відкат — це науково-фантастичний роман 2007 року канадського письменника Роберта Дж. Сойєра, який виходив у чотирьох частинах у журналі Analog Science Fiction and Fact з жовтня 2006 року по січень 2007 року. У ньому розглядаються   соціальні наслідки технології різкого омолодження людини та теорія першого контакту. У 2008 році роман був номінований на премії Г'юго та Меморіальну премію імені Джона Кемпбелла.

## Стислий зміст сюжету
У романі розповідається про Дона Галіфакса та його дружину Сару, астрономиня, яка змогла зрозуміти та перекласти першу передачу, надіслану з позаземного джерела на Землю 38 років тому. Сара, якій зараз 87, має завдання розшифрувати друге повідомлення, надіслане від невідомої іншопланетної раси, якщо вона зможе прожити достатньо довго, щоб зробити це. Багатий індустріальний мільярдер Коді Мак-Гевін пропонує вкласти мільярди доларів, щоб виконати «відкат» віку для Сари. Але вона погоджується на це лише за умови, що "відкат" зроблять також і для її чоловіка Дона. Цей процес, який повертає тіло людини до стану, коли суб’єкту було 25 років, успішно виконується на Доні, але не працює з Сарою. Лікарям вдається з'ясувати що "відкат" не працює на Сарі через побічню дію її лікування від раку молочної залози, яке вона пройшла багато років тому. Через це Сара поступово старіє і наближається до смерті, а Дон молодшає і його життя починається заново. Значна частина історії зосереджена на Доні, який відкриває переваги та недоліки знову бути молодим, спочатку допомагаючи Сарі, але все більше концентруючись на своєму новому молодому тілі та його можливостях. Періодично його накриває спогадами про те, коли Сара переклала перше повідомлення про інопланетян.

## Зовнішні посилання
- Відкат в Internet Speculative Fiction Database (англ.)
- Rollback at Worlds Without End